# Michenerita
La michenerita és un mineral de la classe dels sulfurs, que pertany al grup de la cobaltita. Rep el nom en reconeixement de Charles Edward Michener (Red Deer, Alberta, gener de 1907 - Toronto, 15 d'octubre de 2004), geòleg canadenc de l'exploració, International Nickel Co. i d'un dipòsit de laterita a Indonèsia. Michener va descobrir i va estudiar per primera vegada aquest mineral que després va rebre el seu nom.

## Característiques
La michenerita és un sulfur de fórmula química PdBiTe. Cristal·litza en el sistema isomètric. La seva duresa a l'escala de Mohs és 2,5.
Segons la classificació de Nickel-Strunz, la michenerita pertany a «02.EA: Sulfurs metàl·lics, M:S = 1:2, amb Fe, Co, Ni, PGE, etc.» juntament amb els següents minerals: aurostibita, bambollaïta, cattierita, erlichmanita, fukuchilita, geversita, hauerita, insizwaïta, krutaïta, laurita, penroseïta, pirita, sperrylita, trogtalita, vaesita, villamaninita, dzharkenita, gaotaiïta, al·loclasita, costibita, ferroselita, frohbergita, glaucodot, kullerudita, marcassita, mattagamita, paracostibita, pararammelsbergita, oenita, anduoïta, clinosafflorita, löllingita, nisbita, omeiïta, paxita, rammelsbergita, safflorita, seinäjokita, arsenopirita, gudmundita, osarsita, ruarsita, cobaltita, gersdorffita, hol·lingworthita, irarsita, jol·liffeïta, krutovita, maslovita, padmaïta, platarsita, testibiopal·ladita, tolovkita, ullmannita, wil·lyamita, changchengita, mayingita, hollingsworthita, kalungaïta, milotaïta, urvantsevita i reniïta.

## Formació i jaciments
Va ser descrita a parti de mostres de dos indrets del districte de Sudbury (Ontario, Canadà): la mina Vermilion Mine, a la localiitat de Denison, i la mina Frood Mine, al municipi de McKim. Tot i tractar-se d'una espècie poc habitual ha estat descrita en tots els continents del planeta, inclosa l'Antàrtida.